# Palace of Holyroodhouse
Palace of Holyroodhouse, eller Holyrood Palace, (sko. Palace o Haly Ruid Hoose, "heliga korsets palats") är den skotska kungaborgen i Edinburgh. Det var det skotska kungahusets huvudresidens under 1500-talet, och är den brittiska monarkens officiella residens i Skottland.

## Historik
År 1128 grundades Holyrood Abbey nära Edinburgh Castle. Klostret gynnades av kungahuset, och kungafamiljen bodde ofta i dess gästinkvartering. Där sammanträdde monarken med parlamentet sju gånger mellan 1256 och 1410. 
Mellan 1501 och 1505 byggde kung Jakob IV ut klostrets kungliga gästhus till ett gotiskt renässanspalats strax väster om klostret, som fick namnet Palace of Holyroodhouse efter klostret. Jakob V byggde ut palatset ytterligare 1528-1536. Palatset var den skotska kungafamiljens huvudbostad när de vistades i huvudstaden. 
Holyroodhouse härjades svårt av engelsmännen under Rough Wooing 1544-1547, men förstördes inte. Det reparerades av Maria av Guise och användes som bostad av Maria Stuart under hennes vistelse i Skottland 1561-1567. Jakob VI använde Holyrood som bostad från sitt myndighetsår 1579 fram till att han lämnade Skottland 1603. 
Efter att Skottland och England förenades 1603 och kungen bosatte sig i England, stod Holyroodhouse oanvänt. Byggnaden utsattes för skadegörelse när det 1650 ockuperades av Oliver Cromwells trupper, och Karl II hade inte råd att reparera det. Det fungerade som bostad åt Lord High Commissioner to the Parliament of Scotland. Ämbetet Lord High Commissioner avskaffades 1707 och Skottlands 
Privy Council 1708, och palatsets privatvåningar hyrdes ut till privatpersoner. Under jakobitupproret 1745-1746 bodde Karl Edvard Stuart i palatset. Den brittiska monarken lät Karl X av Frankrike bo i palatset mellan 1796 och 1803, samt 1830-1832. 
På 1850-talet avhyste drottning Viktoria slottets hyresgäster, använde det som övernattningsbostad i Edinburgh, och öppnade delar av det som museum. Palatset har använts på samma sätt sedan dess.

## Galleri

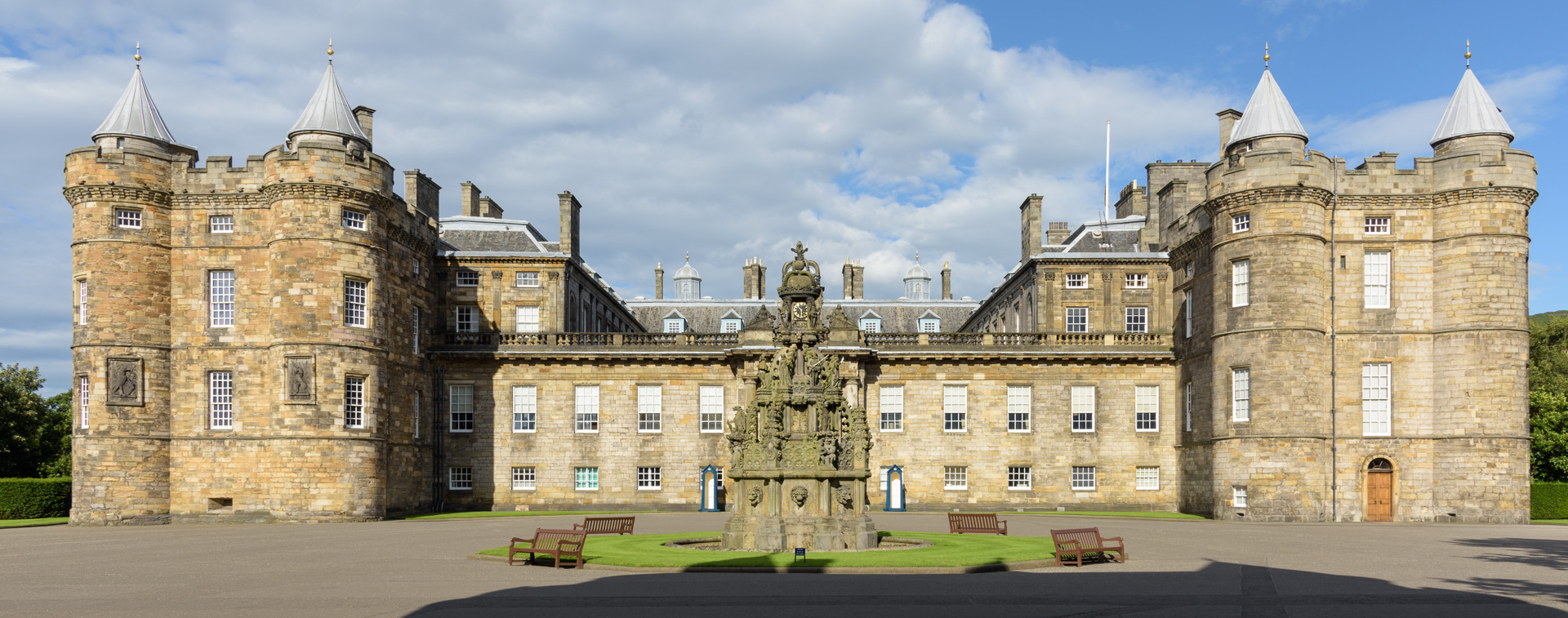
Holyroodhouse, framsidan
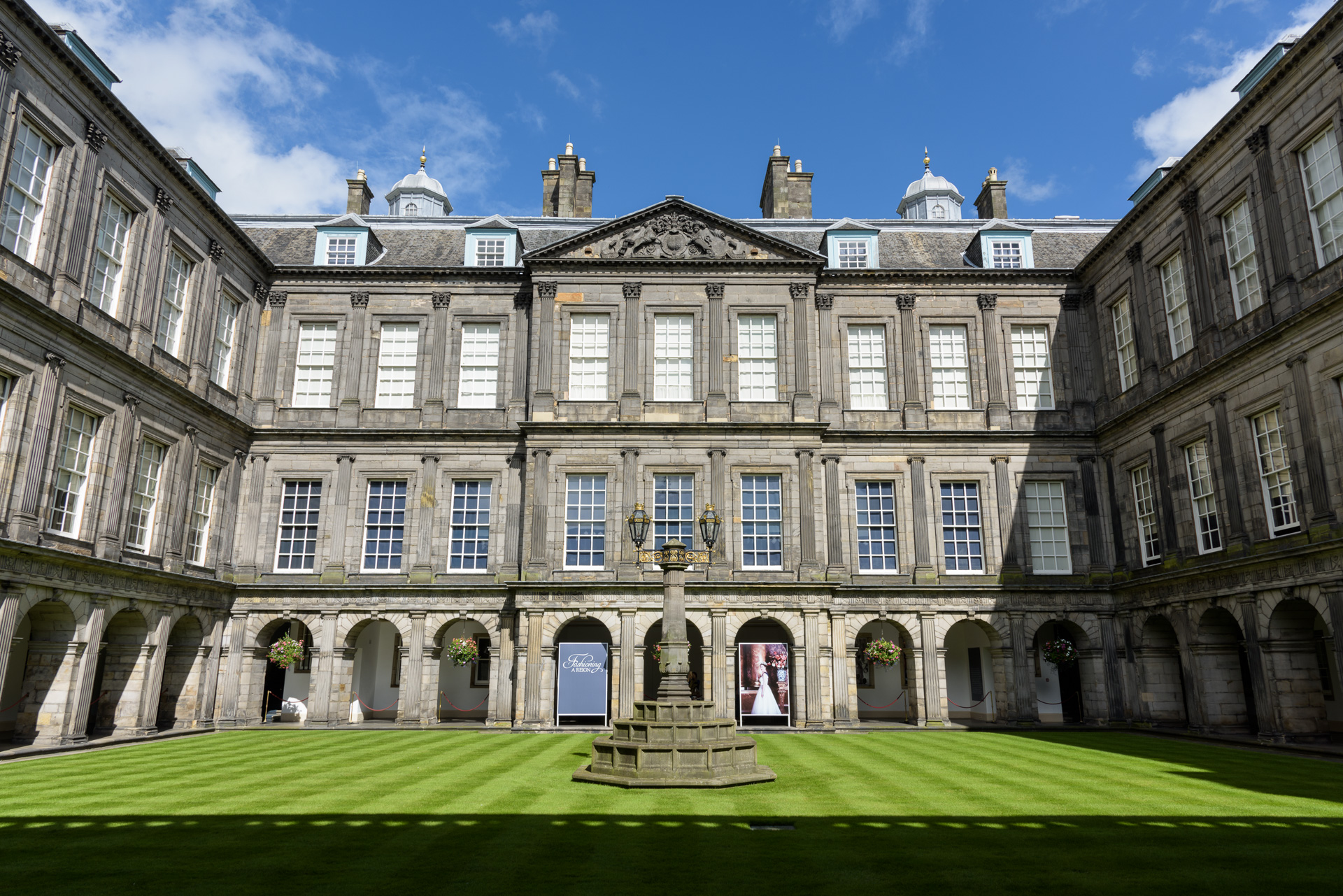
Holyroodhouse- innergården
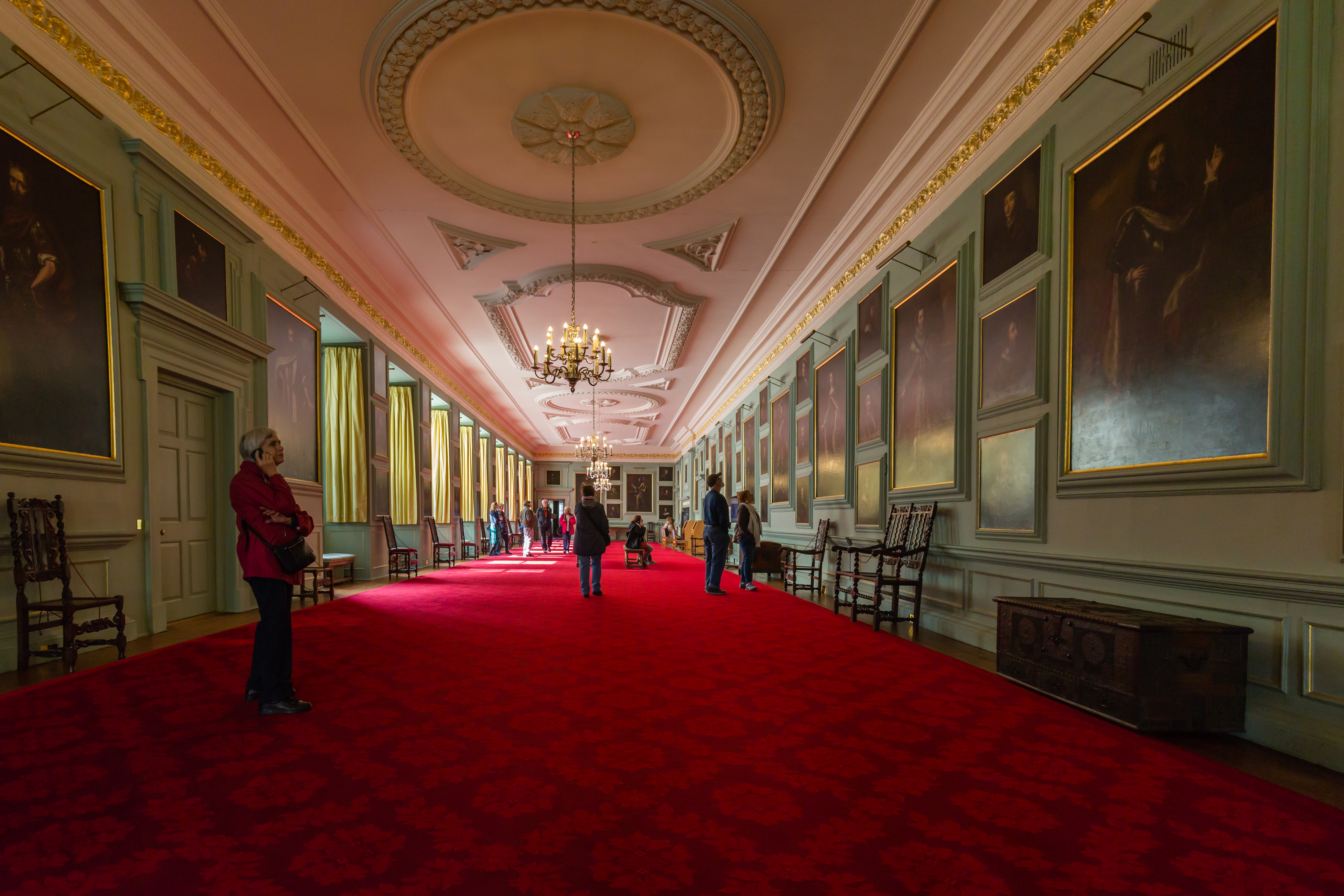
Holyrood Palace - Galleriet
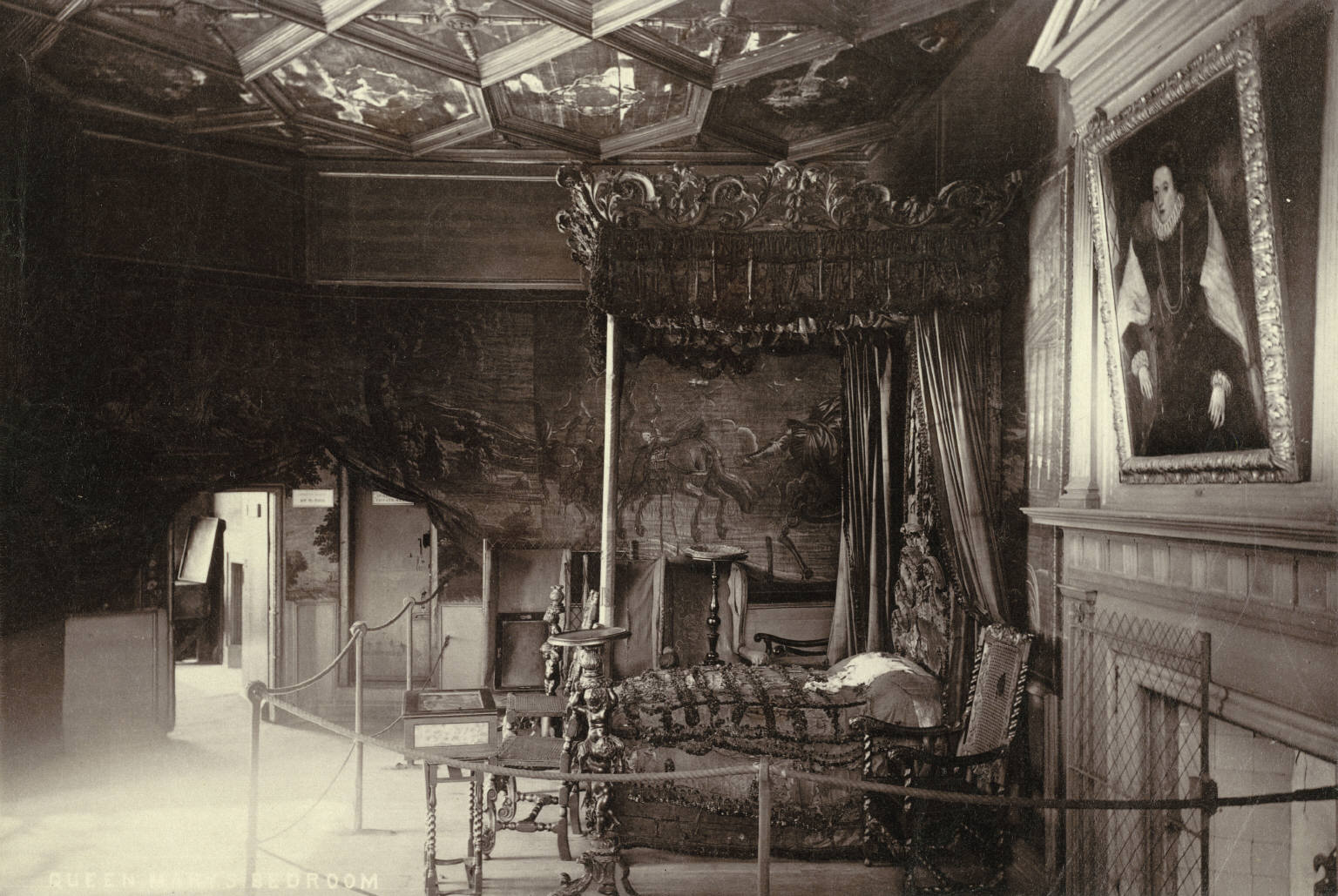
Palace of Holyroodhouse, Maria Stuarts sovrum
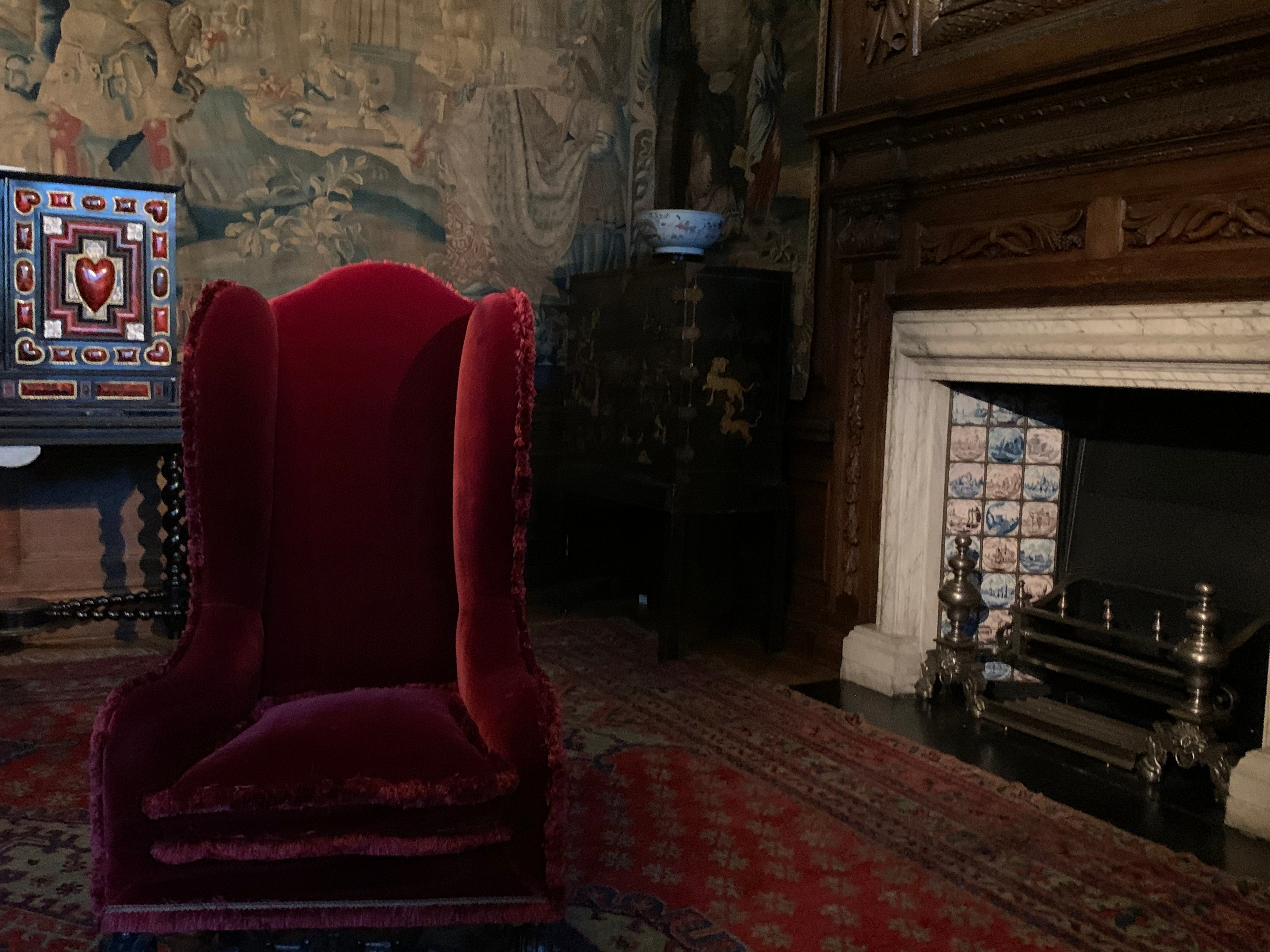
Palace of Holyroodhouse, Maria Stuarts sovrum
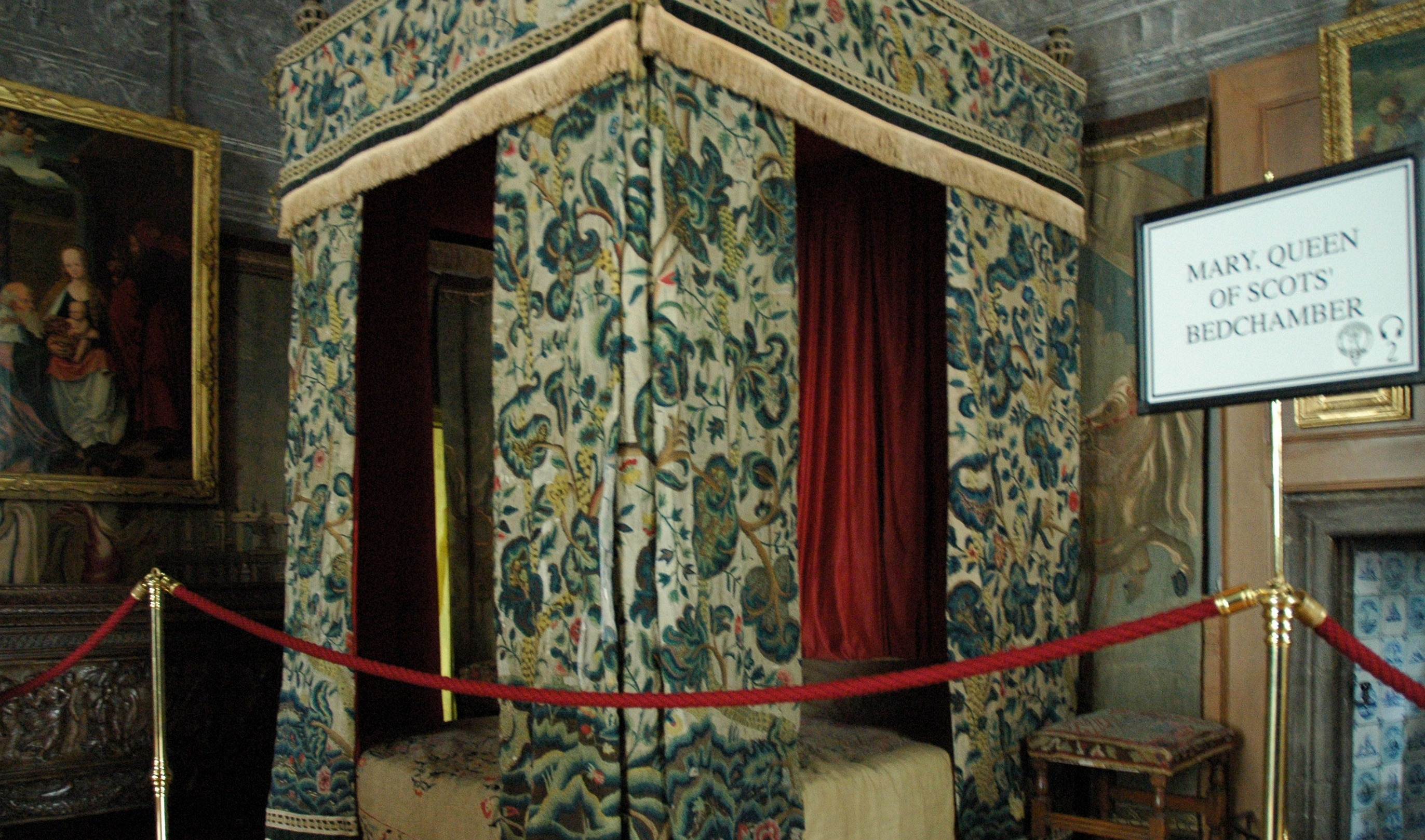
Maria Stuarts sovrum